# 이상민 (농구인)
이상민 (李相旼, 1972년 11월 11일~)은 대한민국의 농구 선수 출신 지도자로 현재 부산 KCC 이지스의 감독이다. 키 183cm에 몸무게 80kg의 작지만 탄탄한 체격을 자랑하며 서전트점프는 80cm이다.
홍대사대 부속 고등학교에 재학 중에 전체 고교 1순위로 입학한 연세대학교 신입생 시절부터 곱상한 외모와 수줍음 많은 새색시 같은 성격으로 '쌕쌕이'라는 별명으로 불리며 '오빠 부대'로 일컬어지는 많은 팬을 경기장에 몰고 다니며 당시 실업 최강팀 기아자동차를 제압하고 농구대잔치에서 우승하는 등의 활약으로 농구 신드롬을 일으켰으며 대학 졸업과 함께 역대 최고 계약금을 받은 문경은과 같은 3억 5천만원을 받고 1995년에 현대전자에 입단한 직후 상무에 입대해 2년간 군 복무를 하며 소속팀이 농구대잔치에서 돌풍을 일으키는데 기여했다.
군 전역과 함께 1997년 복귀한 현대전자 농구단이 프로화되어 창단한 대전 현대 다이넷에 입단해 팀의 주전 포인트 가드로서 1997-98, 1998-99, 1999-2000 시즌 3년 연속 현대의 정규 리그 1위 및 1998-99, 1999-2000 시즌 2년 연속 챔피언 결정전 우승을 이끌었다. 팀명이 전주 KCC 이지스로 바뀐 후에도 2003-2004, 2004-2005 두 시즌 연속 챔프전 진출 및 2003-04시즌 우승에 크게 기여했다.
2007년 6월 센터 서장훈이 전주 KCC 이지스와 FA계약을 체결하자 그의 보상 선수로  지명되어 서울 삼성 썬더스에 트레이드되었다. 2010년 시즌 후 은퇴하였다. 은퇴 후 전주 KCC 이지스에서 그의 번호 11번 영구결번에 대해 논란이 많았지만, 심사숙고 끝에 영구결번을 하기로 결정하였다. 가족관계는 1남 1녀이다.

## 아마추어 시절
당시 고교 강팀이었던 용산고,경복고 등을 물리치고 팀동료인 노경석과 함께 홍대부고를 고교 정상에 올려 놓으면서 일찍이 고교 최고의 선수로 스포트라이트를 받았다.
'제2의 김현준'이라는 찬사를 받으며 문경은,정재근,이상범,김재훈,오성식이 활약하며 이미 성인농구판에 판도를 흔들 준비가 되어있던 연세대로 진학한다. 연세대 진학후에는 평소 장기였던 3점슛이나 속공돌파보다는 팀동료들에게 어시스트 및 패스를 제공하여 득점에 도움을 주는 포인트가드 역할을 도맡아 하게 된다. 당시 감독이었던 최희암 감독의 분업 농구로 인해 대학시절 이상민의 포인트가딩 실력이 틀을 잡게 된다. 이상민이 재학하던 연세대 4년 동안 그야말로 연세대는 천하무적이었다. 비록 연대의 독주를 막기위해 고대의 현주엽, 전희철, 김병철, 신기성, 양희승 등이 분전했지만 상대 전적으로나 성인무대에서 이상민의 연대는 더 좋은 성적을 거두게 된다.
당시 허재, 강동희, 김유택이 이끄는 한국농구 최강이던 기아자동차를 상대로 여러 차례 승리를 거두어 센세이션을 불러일으키기도 했다.
또한 그가 3학년이던 무렵에는 기아자동차,상무, 삼성전자,현대전자 등 기라성같은 성인팀을 모두 이기고 농구대잔치 우승컵을 들어올린다.
4학년 마지막 농구대잔치에서는 후배 서장훈, 우지원, 김훈, 김택훈, 구본근 등을 이끌고 농구대잔치 14연승을 거두고 결선 8강에 오르지만 부상과 상대팀인 삼성전자의 거친 수비와 파울에 의해 그만 4강에 오르지 못하게 된다.
상무 입대후 선배 문경은과 함께 다시 농구대잔치 결승에 오르지만 이번에는 후배인 서장훈, 김택훈, 황성인, 조상현, 조동현이 이끄는 연세대에서 패해 우승컵을 내주기도 한다.
상무에서 선수로 뛰던 1995년 1월 26일 서울방송과의 조별 경기에서 13득점 17리바운드 10어시스트를 기록해 앞서 1월 11일 대한민국 농구 사상 최초로 트리플 더블을 기록한 현대산업개발 김은영에 이어 두번째이자 남자 최초의 기록을 세웠다.

## 프로 시절
현대 걸리버스 시절 조니 맥도웰과 함께 2연패를 하며 최고의 전성기를 구가한다. KCC시절에도 우승 한번 하였고, 삼성으로 트레이드 된 뒤 팀을 2년 연속 챔피언 결정전에 올리지만 아쉽게도 우승컵을 얻지는 못하게 된다. 그의 나이 35세인 무렵 LG 세이커스를 상대로 프로시절 본인 최고의 득점인 35점을 기록하기도 한다.

## 지도자 생활
2010~11 시즌 후 은퇴하고 지도자 연수를 받았다. 그 후 2012년에 서울 삼성 썬더스 코치로 영입되었다. 그로부터 2년 후 2014년 4월 13일자로 서울 삼성 썬더스의 감독으로 선임되었으며, 2016~17시즌 감독 부임 3년만에 프로농구 준우승의 성과를 거두었다.
그러나 천기범이 일으킨 음주운전 사건의 여파로, 2022년 1월 26일에 사퇴했다. 이후 이규섭 수석코치가 감독 대행을 맡았다.
이후에는 잠시 야인으로 지내다가, 2023년 6월에 전창진 감독의 부름을 받아 전주 KCC 이지스의 코치로 합류했다. 2023-24 시즌 정규리그 5위를 했지만, 플레이오프에서 우승을 이끌어서 5위팀 최초로 우승을 하였다. KCC 소속으로 선수에 이어 코치로도 우승하였다.
2024-25 시즌이 끝나고 KCC 감독으로 부임하였다.

## 에피소드
- 고등학교 1학년 때만 해도 167cm의 단신이었으나, 2년 동안 16cm가 자랐다고 한다.
- 1997-98시즌 챔피언결정전에서 80cm의 서전트 점프를 이용해 투핸드 덩크슛을 성공시킨 적이 있다.
- 본디 실업 농구단에 입단한 선수들은 한 시즌을 뛰고 상무에 입단하나, 그는 연세대학교 4학년 때 당한 무릎 부상 치료를 위해 현대전자 입단 후 곧바로 상무에 입대했다고 한다.
- 1999년 여름에 KBL이 낸 프로젝트 앨범 "별들의 전쟁"에서 <진심>이라는 노래를 취입한 적이 있다.
- KBO 리그 한화 이글스의 투수코치 정민철은 그와 농구와 골프를 함께하는 사이이다. 2009년 정민철의 은퇴 경기에서 정민철의 지인들이 정민철에게 보내는 영상편지 상영 시간이 있었는데, 그 중에서 한 편의 영상편지는 그의 것이었다.

## 경력
- 1997년~2007년 대전 현대 다이넷/현대 걸리버스/전주 KCC 이지스
- 2007년~2010년 서울 삼성 썬더스 이적
- 2012년 4월 4일~2014년 4월 13일 - 서울 삼성 썬더스 코치
- 2014년 4월 13일~2022년 1월 26일 - 서울 삼성 썬더스 감독